# Hypericum setiferum
Hypericum setiferum är en johannesörtsväxtart som beskrevs av Stefanov. Hypericum setiferum ingår i släktet johannesörter, och familjen johannesörtsväxter. Inga underarter finns listade i Catalogue of Life.